# Ludlow Falls
Ludlow Falls es una villa ubicada en el condado de Miami, Ohio, Estados Unidos. Según el censo de 2020, tiene una población de 175 habitantes.

## Geografía
La localidad está ubicada en las coordenadas 39°59′53″N 84°20′21″O / 39.99806, -84.33917. Según la Oficina del Censo de los Estados Unidos, Ludlow Falls tiene una superficie total de 0.46 km², correspondientes en su totalidad a tierra firme.

## Demografía
Según el censo de 2020, hay 175 personas residiendo en Ludlow Falls. La densidad de población es de 380.43 hab./km². El 93.1% de los habitantes son blancos, el 0.6% es afroamericano, el 0.6% es amerindio, el 0.6% es asiático, el 1.7% son de otras razas y el 3.4% son de una mezcla de razas. Del total de la población, el 2.3% son hispanos o latinos de cualquier raza.